# Morene
Een morene is een ophoping van ongeconsolideerd puin (regoliet en gesteente), soms aangeduid als glaciale afzetting, die voorkomt in zowel huidige als vroeger door gletsjer bedekte gebieden, en die eerder is meegenomen door een gletsjer of ijskap. Morenes kunnen enorm in formaat variëren; zo zijn sommige morenecomplexen in Noord-Amerika tientallen meters hoog en kilometers lang, maar kleinere types zoals De Geer-morenes zijn slechts een paar meter hoog en meestal enkele tientallen meters lang. Ook kan in het Nederlands het sediment dat door een gletsjer wordt afgezet morene worden genoemd.

Een zich terugtrekkende gletsjer

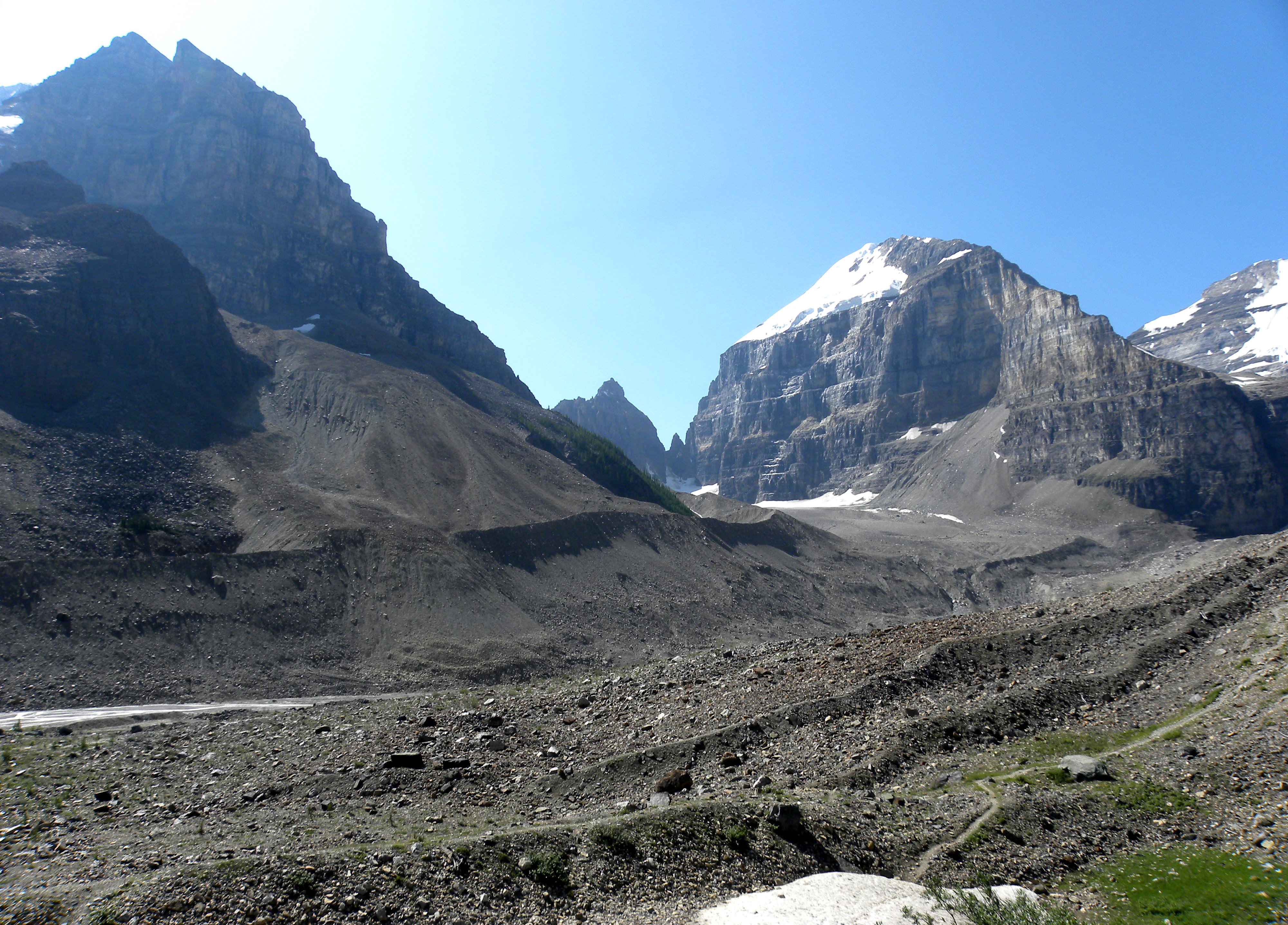

## Landvormen
Men onderscheidt onder andere:

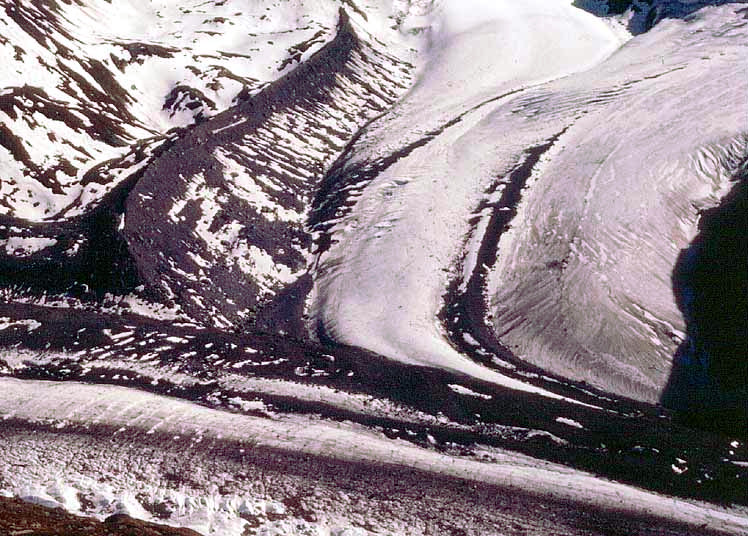
Links op de foto de zijmorene langs een gletsjer vlak bij Zermatt

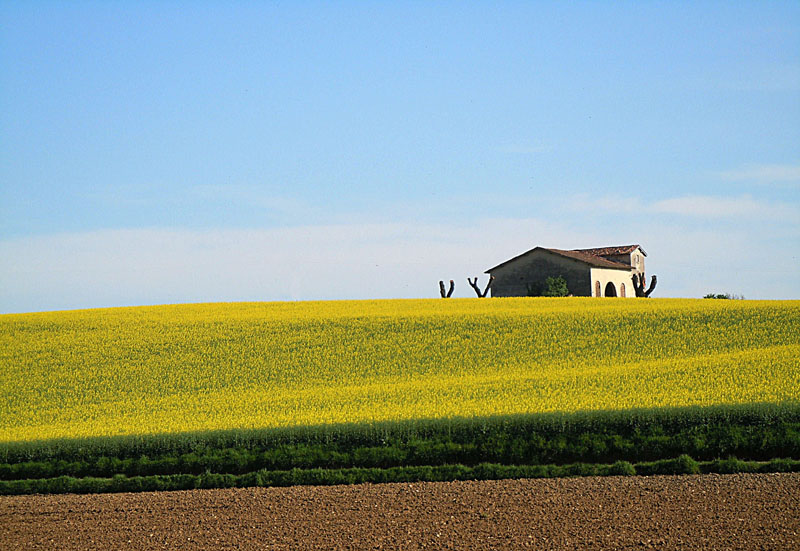
Morene van Gardameer

1. Zijmorenes - de rug die gevormd is door afzetting van till aan de zijkanten van een gletsjerlichaam.
2. Eindmorenes - de morene die de uiterste ijsuitbreiding gedurende een bepaald glaciaal aangeeft, dan wel de morene die zich bij het huidige uiteinde van een gletsjer vormt.
3. Middenmorenes - deze vorm ontstaat uit de zijmorenes van twee gletsjers op het punt waar zij samenkomen.

Tegenwoordig worden er in de glaciologie veel types morene onderscheiden, maar de naamgevingen is niet altijd uniform. Een volledige lijst morenetypes kan daarom niet gegeven worden.

### Afzettingsmilieu
Er zijn verschillende afzettingsmilieus mogelijk voor een morene:
- Subaërisch - In de open lucht.
- Submarien - Waar een ijsplateau de zeebodem raakt, duwt de ijsmassa sediment tot een rug. Zo worden onder andere de zogenaamde De Geer-morenes verondersteld te zijn gevormd.[1]
- Subglaciaal - Morenes die worden gevormd door differentiële drukregimes onder een ijskap, dan wel door differentieel afsmelten van sedimentrijk doodijs. Voorbeelden hiervan zijn Veikimorenes en Rogenmorenes.

## Afzettingen
Glaciale afzettingen die met de term 'morene' worden aangeduid:
- Grondmorene (of basale till) - materiaal dat onder een gletsjer wordt afgezet en geen aanleiding geeft tot duidelijke landschapskenmerken. Het bestaat uit heterogeen, slecht gesorteerd materiaal, dat in Nederland wordt aangeduid met de term keileem.

## Nederland
De heuvels van de Veluwe, de Utrechtse Heuvelrug en de Nederrijnse Heuvelrug (Rijk van Nijmegen) zijn ontstaan in het voorlaatste glaciaal, het Saalien. Toen was Nederland ten noorden van de lijn Haarlem-Utrecht-Nijmegen met landijs bedekt. Dit zijn geen morenes maar stuwwallen.